# Aufklärungsgeschwader 11
11-та розвідувальна ескадра (нім. Aufklärungsgeschwader 11) — розвідувальна ескадра Люфтваффе, що існувала у складі повітряних сил вермахту напередодні Другої світової війни.

## Історія
11-та розвідувальна ескадра була сформована 1 листопада 1938 року на аеродромі Гросенгайн. До її складу увійшли 11-та, 21-ша, 31-ша та 41-ша окремі розвідувальні групи.
Спочатку 11-та розвідувальна група складалася з однієї ескадрильї «H» і трьох ескадрилей «F». 21-ша розвідувальна група спочатку складалася з чотирьох ескадрилей «H», оснащених літаками Henschel Hs 126. Вони базувалися на авіабазі Старгард. 31-ша розвідувальна група у складі трьох ескадрилей «H» і однієї ескадрильї «F», базувалася в Брігі. 41-ша розвідувальна група керувала 1-3-ю ескадрильями ближньої розвідки з літаками Henschel Hs 126 на авіабазі Райхенберг.
Штаб ескадри проіснував до 26 серпня 1939 року. Після загальної мобілізації Вермахту її перетворили на командування Люфтваффе групи армій «Південь» у Польщі, а згодом — групи армій «А» на заході.
Окремі ескадрильї ближньої розвідки були підпорядковані армійським частинам тактичної повітряної розвідки.

## Командування

### Командири Aufklärungsgeschwader 11
- оберст Людвіг Кайпер (1 листопада 1938 — 26 серпня 1939)

11-та розвідувальна група (Aufkl.Gr.11)
- оберстлейтенант Гельмут Менцель (1 листопада 1938 — 31 січня 1939)

21-ша розвідувальна група (Aufkl.Gr.21)
- оберстлейтенант Вальтер Беніке (1 листопада 1938 — 1 січня 1939)
- оберстлейтенант Вальтер Гнамм (1 січня — 26 серпня 1939)

31-ша розвідувальна група (Aufkl.Gr.31)
- оберстлейтенант Герберт Ангелрот (1 — 26 серпня 1939)

41-ша розвідувальна група (Aufkl.Gr.41)
- оберстлейтенант Гюнтер Ломанн (1 листопада 1938 — 1 травня 1939)
- оберстлейтенант Гергард Ребш (1 травня — 26 серпня 1939)

## Основні райони базування 11-ї розвідувальної ескадри

### Основні райони базування штабу ескадри
| Час                               | Місто      | Основний літак |
| --------------------------------- | ---------- | -------------- |
| 1 листопада 1938 — 26 серпня 1939 | Гросенгайн | Hs 126         |

### Основні райони базування Aufkl.Gr.11
| Час                               | Місто      | Основний літак      |
| --------------------------------- | ---------- | ------------------- |
| 1 листопада 1938 — 26 серпня 1939 | Гросенгайн | He 45/He 46, Hs 126 |

### Основні райони базування Aufkl.Gr.21
| Час                               | Місто    | Основний літак |
| --------------------------------- | -------- | -------------- |
| 1 листопада 1938 — 26 серпня 1939 | Старгард | Hs 126         |

### Основні райони базування Aufkl.Gr.31
| Час                               | Місто | Основний літак |
| --------------------------------- | ----- | -------------- |
| 1 листопада 1938 — 26 серпня 1939 | Бріг  | Hs 126         |

### Основні райони базування Aufkl.Gr.41
| Час                               | Місто      | Основний літак |
| --------------------------------- | ---------- | -------------- |
| 1 листопада 1938 — 26 серпня 1939 | Райхенберг | Hs 126         |